# Berufung (Religion)
Unter Berufung im religiös-spirituellen Sinn wird das Vernehmen/Verspüren einer inneren Stimme verstanden, die einen zu einer bestimmten Lebensaufgabe bewegt. So spricht man von einer Berufung zur Liebe und zum Leben (in Fülle), die im Herzen jedes einzelnen Menschen tief verankert ist.

## Berufung aus religiös-spiritueller Sicht
In diesem Sinn finden sich in den religiösen Schriften nahezu aller Religionen sogenannte Berufungsgeschichten. Erzählt werden darin meist die Geschichte von Religionsstiftern, Propheten oder Priestern. Die berufenen religiösen Spezialisten vieler schriftloser ethnischer Religionen werden als Schamanen bezeichnet.

## Berufung aus biblischer Sicht
Sowohl im Alten als auch im Neuen Testament wurden Menschen zu einem Dienst berufen. Dabei können aufgrund dieser Berufungsgeschichten folgende Merkmale der Berufung herausgearbeitet werden:
- Die Propheten wurden von Gott berufen, noch bevor sie geboren wurden (Ri 16,17 EU; Jes 49,1 EU; Jer 1,5 EU).
- Gottes Berufungen können ihn nicht gereuen (Röm 11,29 LU).
- Gott hat nicht zur Unreinheit berufen, sondern zur Heiligung (1 Thess 4,7 LU).

Der Apostel Paulus schreibt über die Berufung der Christen, dass sie zur Freiheit berufen sind, die Freiheit jedoch nicht missverstanden werden solle (Gal 5,13 ). Es gehe vielmehr um die Freiheit zur Askese und Nächstenliebe (Gal 5,14 ).
Dieses Verständnis der prophetischen Berufung wird von der jüdischen, christlichen und islamischen Tradition geteilt.

## Berufung aus römisch-katholischer Sicht
Spätestens mit dem II. Vatikanischen Konzil kennt auch die römisch-katholische Kirche (wieder) eine allgemeine Berufung zur Heiligkeit, d. h. auch der Laien, kraft Taufe (und Firmung), die jedem Gläubigen ein allgemeines Priestertum vermittelt. Anders als die protestantischen Kirchen kennt die katholische Kirche auch ein Weihepriestertum des geweihten Priesters und/oder eine besondere Berufung als Ordensmann/-frau.

### Die allgemeine Berufung eines jeden Gläubigen zur Heiligkeit
Nach der dogmatischen Konstitution Lumen gentium des Vatikanischen Konzils ist „Jedem … also klar, daß alle Christgläubigen jeglichen Standes oder Ranges zur Fülle des christlichen Lebens und zur vollkommenen Liebe berufen sind“, und es gilt: „Alle Christgläubigen sind also zum Streben nach Heiligkeit und ihrem Stand entsprechender Vollkommenheit eingeladen und verpflichtet.“
Daran anknüpfend heißt es von Papst Johannes Paul II. in Christifideles laici (30. Dezember 1988):  „Die Behauptung ist nicht übertrieben, daß der Sinn des gesamten Lebens des Laien darin besteht, zur Erkenntnis der in der Taufe als Sakrament des Glaubens liegenden radikalen Neuheit des Christlichen zu gelangen, um der Berufung, die er von Gott empfangen hat, zu entsprechen und die damit verbundenen Pflichten zu erfüllen“ (Nr. 10). „Die Laien nehmen auf ihre Weise Teil am dreifachen – priesterlichen, prophetischen und königlichen – Amt Christi“ (Nr. 14). „Die Neuheit des Christlichen ist Fundament und Rechtsgrund für die Gleichheit aller Getauften in Christus, für die Gleichheit aller Glieder des Volkes Gottes“ (Nr. 15). „Die Würde der Laien erschließt sich uns voll, wenn wir die erste und fundamentale Berufung betrachten, die der Vater in Jesus Christus durch den Heiligen Geist an einen jeden von ihnen richtet: Die Berufung zur Heiligkeit, das heißt zur Vollkommenheit in der Liebe. Der Heilige ist das vollkommenste Zeugnis der Würde, die dem Jünger Christi verliehen wurde. Das Zweite Vatikanische Konzil hat Entscheidendes über die universelle Berufung zur Heiligkeit gesagt. Man kann sogar behaupten, daß dieser der wichtigste Auftrag eines Konzils, das die Erneuerung des christlichen Lebens im Sinn des Evangeliums zum Ziel hatte (41), an alle Söhne und Töchter der Kirche ist“ (Nr. 16).
Im Kompendium des Katechismus der Katholischen Kirche (KKKK) (2005) heißt es in Nr. 188: „Die besondere Berufung der gläubigen Laien besteht darin, das Reich Gottes zu suchen, indem sie die zeitlichen Dinge Gott gemäß erleuchten und ordnen. So verwirklichen sie die Berufung zur Heiligkeit und zum Apostolat, die an alle Getauften ergeht.“

### Die Berufung zum Ordensleben und Priestertum
Die Kirche sieht die Berufung zum Priestertum und zum Leben in einer Ordensgemeinschaft als eine besondere Gnade. Eine klassische Definition der Berufung gibt der hl. Alphons Maria Liguori: Um zum Stand eines Seminaristen oder Religiosen berufen zu sein, braucht man eine lautere Absicht und den festen Entschluss, alle verfügbaren Mittel einzusetzen, um diese Absicht zu verwirklichen. Nach dieser Definition ist die Berufung nicht ein Gefühl, sondern eine gute Absicht. Gott gibt die Gnade, mittels der von der Kirche angebotenen Hilfen diese Absicht zu verwirklichen. Dabei gibt es zwei eingrenzende Bedingungen: Der Kandidat muss über die gesundheitlichen und charakterlichen Eigenschaften verfügen, um den beabsichtigten Weg einzuschlagen, und er oder sie muss durch die von der Kirche eingesetzten Oberen bestätigt werden.
Hindernisse einer Berufung können gesundheitlich bedingt oder von der Not der Eltern bestimmt sein. Ebenso sollte ein geistlicher Begleiter einen Kandidaten vom Eintritt in den Stand des Religiosen verhindern, wenn deutlich ist, dass es dabei um eine Weltflucht oder das Verlangen nach einem bequemen Leben geht. Ebenso ist zu untersuchen, ob nicht der Kandidat von seinen Eltern zu diesem Schritt gezwungen worden ist. Solange aber die Absicht eine lautere ist und kein unüberwindbares Hindernis besteht, soll der Kandidat nicht verhindert werden.

### Zitate
Joseph Ratzinger betonte: „Priestertum kann man sich nicht selbst heraussuchen. Man kann es sich nicht ausdenken als eine Art, wie man in seinem Leben Sicherheit erlangen, sich sein Brot verdienen, eine soziale Stellung erreichen kann. Man kann es sich nicht einfach wählen als etwas, womit man Sicherheit, Freundschaft, Geborgenheit findet; wie man sich ein Leben bauen möchte. Es kann niemals bloß eigene Versorgung, eigene Wahl sein. Priestertum, wenn es recht ist, kann man sich nicht selbst geben, auch nicht selbst suchen. Es kann nur Antwort auf seinen Willen und auf seinen Ruf sein.“

## Berufung aus protestantischer Sicht
Martin Luther entwickelte seine Vorstellung von Beruf und Berufung vor allem aus der paulinischen Aufforderung Jeder bleibe in der Berufung, in der er berufen wurde (1 Kor 7,20 ) und räumte jeden Vorrang einer religiösen Berufung vor weltlichen Tätigkeiten aus. Jeder äußere Beruf eines Menschen beruht demnach auf einer inneren Berufung durch Gott und jeder Einzelne erfährt diese Berufung aufgrund ganz besonderer Qualitäten und Fähigkeiten zum Dienst am Nächsten und darin für Gott. Mit Luther gesprochen ist unter diesem Gesichtspunkt die Stallmagd dem Fürsten gleich. Jegliche Berufserfüllung im engeren wie im weiteren Sinn, zum Beispiel auch das ehrenamtliche Wirken, wird von Luther als Gottesdienst verstanden. Damit entfällt in der protestantischen Ethik der Anspruch von Klerikern und Ordensleuten auf ein Privileg der religiösen Berufung.

## Religiöse und kirchliche Berufung aus soziologischer Sicht
Im rein soziologischen Kontext hängt auch die religiöse Berufung eng mit der Berufswahl zusammen. Bereits 1972 verwies der katholische Religionssoziologe und Pastoraltheologe Hermann Steinkamp auf ein distanzierteres Verhältnis zu kirchlich-geistlichen Berufen aufgrund der fortschreitenden „Demokratisierung und Säkularisierung des traditionellen ethisch-vocativen Berufsgedankens und der ihm immanenten individuellen Leistungs- und Aufstiegsideologie. […] Im modernen Berufs-Bewußtsein ist der klassische kirchliche Beruf ein Un-Beruf.“ Er prognostizierte zutreffend, dass soziologisch gesehen der Spätberufene zum Normalfall einer Berufung im speziellen kirchlichen Sinne sein werde.